# Departamento de Néma
Néma es un departamento de la región de Hodh el Charqui, en Mauritania. En marzo de 2013 presentaba una población censada de 87 048 habitantes. Está formado por las siguientes comunas, que se muestran asimismo con población de marzo de 2013:
- Achemime 2,554
- Agoueinit 10,190
- Bangou 10,157
- Beribavar 3,845
- El Mabrouk 4,879
- Hassi Etile 5,950
- Jerif 5,078
- Néma 21,979
- Noual 3,969
- Oum Avnadech 18,447[1]